# Vermentino

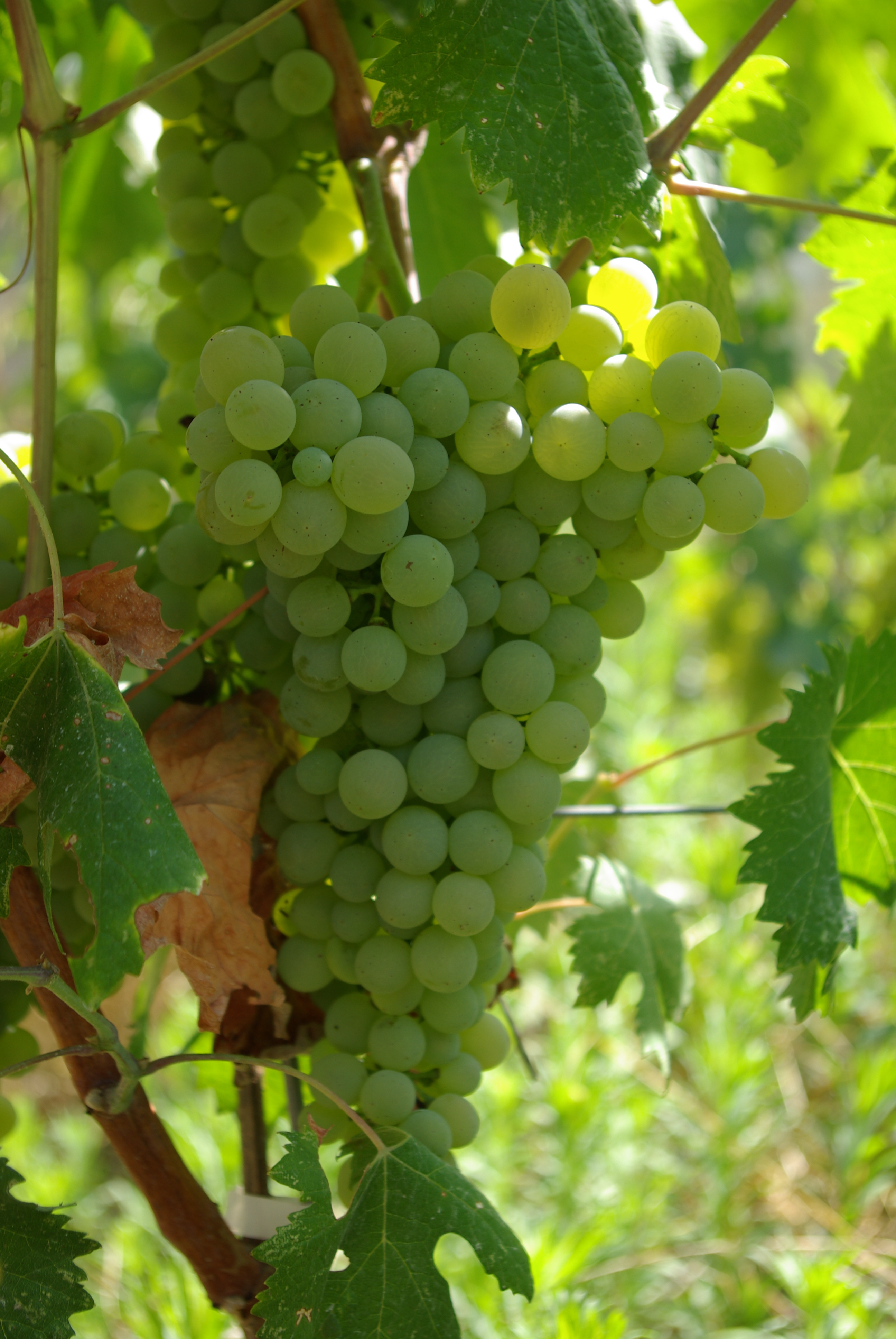
Traube der Sorte Vermentino

Vermentino ist eine Weißweinsorte die ihren Ursprung vermutlich in Italien hat. Sie wird verbreitet auf Korsika und Sardinien, in Ligurien, in der Toskana und zunehmend im Languedoc angebaut. Im Osten der Provence wird sie unter dem Namen Rolle angebaut. Auf Korsika heißt sie Vermentinu und gelegentlich Malvoisie de Corse, was auf die vermutete Abstammung aus der Malvasia-Familie hinweist.
Vermentino ist eine spät reifende Rebsorte. Die Weine sind in der Regel goldgelb mit grünlichen Reflexen. Ihr Bukett ist intensiv, fruchtig und duftig. Sie sind meist trocken und aromatisch und haben einen leicht bitteren Unterton.
Die Gesamtanbaufläche beträgt in Italien ca. 3.850 ha (1999). Sie findet dort Eingang in die DOC-Weine Alghero, Bolgheri, Candia dei Colli Apuani, Colli del Trasimeno, Colline di Levanto, Colline Lucchesi, Golfo del Tigullio, Maremma Toscana, Montecucco, Monteregio di Massa Marittima, Riviera di Ponente, Val di Cornia, Vermentino di Sardegna. Der einzige DOCG-Wein aus dieser Rebsorte ist der sardische Vermentino di Gallura.
In Frankreich beträgt die Fläche ca. 3.453 ha (Quelle ONIVINS). Kleinere Bestände sind auch in Kalifornien (→ Weinbau in Kalifornien) bekannt, wo sie seit dem Jahr 2001 durch das Bureau of Alcohol, Tobacco, Firearms and Explosives zugelassen wurde. Zusammen mit Beständen in Portugal und auf der Insel Madeira dürfte der weltweite Rebbestand bei ca. 7.500 Hektar liegen.
Bei der ligurischen Rebsorte Pigato handelt es sich um eine Mutation der Vermentino. Eine weitere Verwandtschaft besteht vermutlich zur Favorita-Rebe aus dem Piemont.
Eine mögliche Verbindung zu der in Ligurien beheimateten Sorte Rollo ist ungeklärt. Weiterhin besteht Uneinigkeit, ob die unter dem Namen Vermentino nero in den toskanischen Küstenregionen angebaute rote Rebsorte eine Spielart des Vermentino ist.
Siehe auch die Artikel Weinbau in Italien, Weinbau in Spanien, Weinbau in Portugal und Weinbau in den Vereinigten Staaten.

## Synonyme
60 Synonyme werden in der Datenbank VIVC aufgeführt: Agostenga, Agostenga Blanc, Barbintina, Barmintinu, Brustiano di Corsica, Carbes, Carbesso, Carica L’Asino Bianco, Carica L’Asino, Cermentinu, Favorita, Favorita Bianca, Favorita Bianca di Conegliano, Favorita d’Alba, Favorita di Alba, Favorita di Conegliano, Formentino, Fourmentin, Furmentin, Garbesso, Garbessu, Grosse Clarette, Karija L’Osue, Malvasia, Malvasia A Bonifacio, Malvasia Grossa, Malvasie, Malvazia Grossa, Malvoisie, Malvoisie a Gros Grains, Malvoisie Corse, Malvoisie de Corse, Malvoisie Precoce d’Espagne, Piccabon, Piga, Pigato, Pizzamosca, Rolle, Rossese, Sapaiola, Sibirkovski, Uva Sapaiola, Uva Vermentina, Valentin, Vannentino, Varlantin, Varlentin, Varmintina, Varresana Bianca, Venentino, Vennentino, Verlantin, Verlentin, Vermentile, Vermentini, Vermentino Bianco, Vermentino di Gallura, Vermentino Pigato, Vermentinu, Vernaccia.